# Oxycrepis ulkei
Oxycrepis ulkei är en skalbaggsart som beskrevs av Horn. Oxycrepis ulkei ingår i släktet Oxycrepis och familjen jordlöpare. Inga underarter finns listade i Catalogue of Life.